# Lindeman (nissaga de músics)

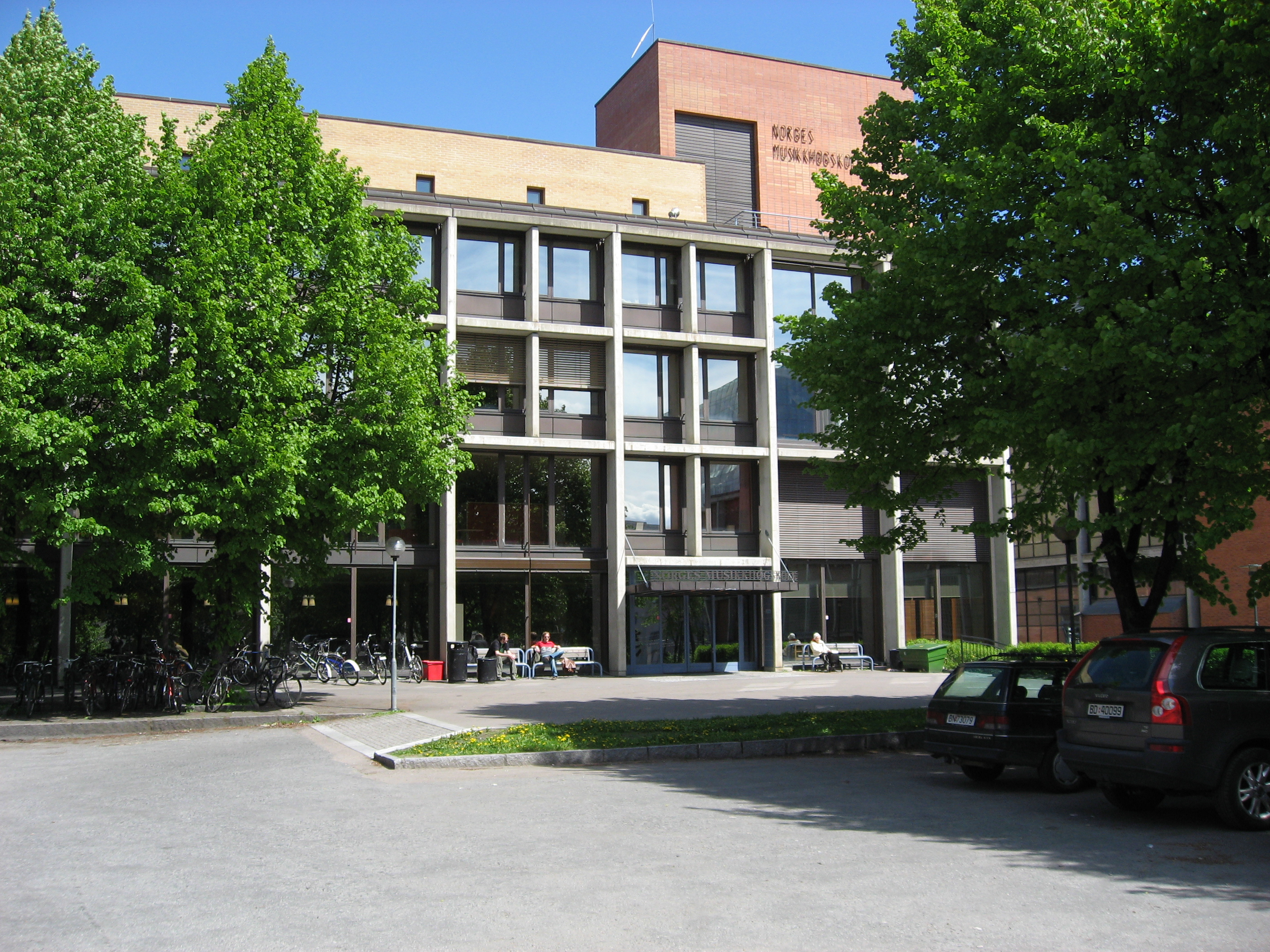
Conservatori de Música d'Oslo, fundat per la família Linderman

Lindeman fou una família de músics noruecs.
- Ole Andreas Lindeman, (1769 – 1857) fundador de la nissaga
- Frederik Christian Lindeman, (1803-1868), fill d'Ole.
- Ludvig Mathias Lindeman, (1812-1887), tercer fill d'Ole.
- Just Riddervold Lindeman, (1822-1894), quart fill d'Ole.
- Peter Brynie Lindeman (1858-1930), era fill de Ludvig Mathias.
- Christian Lindeman (1870-1934), era fill de Lucvig Mathias. Ocupà el lloc del seu oncle Just com a organista de l'església de Trondheim.
- Anna Severine Lindeman (1859-1938), era neta d'Ole, el seu pare Peter Tangen Lindeman era metge de professió, i Louise Augusta Bauck (1826-1906). Anna Severine casà, amb el seu cosí Peter Brynie.
- Signe Augusta Lindeman (1895–1974), Com Anna Severine, era neta d'Ole, el seu pare Peter Tangen Lindeman no fou músic.
- Trygve Lindeman (1896-1979), era fill de Peter Brynie i Anna Sverine.